# Imun-dong
Imun-dong (koreanska: 이문동) är en stadsdel i stadsdistriktet Dongdaemun-gu i Sydkoreas huvudstad Seoul. I stadsdelen finns Hankuk University of Foreign Studies. 

## Indelning
Administrativt är Imun-dong indelat i:
| Namn    | Namn            | Yta i km² | Invånare 30 jun 2020 |
| ------- | --------------- | --------- | -------------------- |
| 이문1동 | Imun 1(il)-dong | 1,04      | 18 593               |
| 이문2동 | Imun 2(i)-dong  | 0,69      | 20 721               |